# ニシマキバドリ
ニシマキバドリ（西牧場鳥、学名:Sturnella neglecta）は、スズメ目ムクドリモドキ科に分類される鳥。

## 分布
- 繁殖地は、北米中部・メキシコ北部
- 大半は留鳥

## 形態
全長23cm。腹と喉にかけては黄色で、胸には黒い帯が入る。上面は黒と薄褐色の縞模様をしている。嘴は長い。

## 亜種
- Sturnella neglecta neglecta
- Sturnella neglecta confluenta

## 生態
草原、牧場、耕地などに生息する。
食性は昆虫食で、主に地上で昆虫類を捕食する。